# Льюшнер, Уильям
Уильям Д. Ф. Льюшнер (англ. William D. F. Leushner; 27 ноября 1863, Кукстаун, Канада — 25 октября 1935, Буффало, США) — американский стрелок, чемпион и призёр летних Олимпийских игр.
Льюшнер принял участие в летних Олимпийских играх в Лондоне и соревновался в двух дисциплинах. Он вместе со своей сборной стал олимпийским чемпионом в стрельбе из армейской винтовки среди команд, а также разделил 11-е место в стрельбе из винтовки на 1000 ярдов.
На следующих летних Олимпийских играх 1912 в Стокгольме Льюшнер стал серебряным призёров в стрельбе по движущейся мишени и двукратным бронзовым призёром в стрельбе из малокалиберной винтовки., заняв в ещё четырёх дисциплинах места ниже седьмого.
Льюшнер был военным и дослужился до звания подполковника.